# Moisei
Moisei (Mojszin en hongrois, Mosesdorf en allemand) est une commune roumaine du județ de Maramureș, dans la région historique de Transylvanie et dans la région de développement du Nord-Ouest.

## Géographie
La commune, constituée du seul village de Moisei, est située au nord-est du județ, dans la vallée de la rivière Vișeu entre les monts Maramureș (Munții Maramureș) au nord et les monts Rodna (Munții Rodnei) au sud.
Le village est situé entre Vișeu de Sus (11 km à l'ouest) et Borșa (9 km à l'est). Baia Mare, la préfecture du județ, est à plus de 130 km à l'ouest.
La commune occupe une situation stratégique, au croisement des routes DN18 qui relie Baia Mare et le județ de Suceava en Moldavie par le col de Prislop (1 416m) et DN17C permettant de rejoindre le sud et le județ de Bistrița-Năsăudpar le col de Șetrel (818 m).
Les deux voies ferrées Borșa-Sighetu Marmației et Salva-Sighetu Marmației se rejoignent également dans le village.

## Histoire
La première mention écrite du village date de 1213 sous le nom hongrois de Moyzin, puis en 1365, sous le nom de Moyse.
L'importante communauté juive du village (1 216 personnes en 1930, 56 en 1956) fut presque entièrement détruite par les Nazis lors des déportations vers Auschwitz en mai 1944.
Le village a été le théâtre d'un massacre, perpétré par l'armée hongroise, lors de sa retraite devant l'Armée rouge, le 14 octobre 1944, au cours duquel furent tués 29 prisonniers roumains.

## Démographie
En 1910, le village comptait 2 961 Roumains (72,3 % de la population), 35 Hongrois (0,9 %) et 1 092 Allemands (26,7 %).
En 1930, les autorités recensaient 3 981 Roumains (76 %), 40 Hongrois (0,8 %) ainsi qu'une importante communauté juive de 1 216 personnes (23,2 %) qui fut exterminée par les Nazis durant la Seconde Guerre mondiale.
En 2002, le village comptait 9 011 Roumains (99,9 %).
Il est à noter que le village fait partie des rares villages du județ dont la population a augmenté depuis la Révolution roumaine de 1989 (+3,3 % depuis 1992).
| 1880  | 1900  | 1910  | 1930  | 1956  | 1977  | 1992  | 2002  | 2007  |
| ----- | ----- | ----- | ----- | ----- | ----- | ----- | ----- | ----- |
| 2 417 | 3 482 | 4 093 | 5 240 | 6 337 | 7 954 | 8 961 | 9 023 | 9 258 |

## Politique
| Parti | Parti                             | Sièges |
| ----- | --------------------------------- | ------ |
|       | Parti national libéral (PNL)      | 6      |
|       | Parti social-démocrate (PSD)      | 5      |
|       | Parti Mouvement populaire (PMP)   | 1      |
|       | Parti de la Grande Roumanie (PRM) | 1      |
|       | Parti vert (PV)                   | 2      |
|       | Parti du pouvoir humaniste (PUR)  | 1      |

## Économie
L'économie de la commune est basée sur l'agriculture, l'élevage et l'exploitation des grandes forêts environnantes (3 342 ha).
Le tourisme joue un rôle de plus en plus important dans l'économie locale (hébergement notamment). Le village est en effet un très bon point de départ pour les randonnées vers les monts Rodna et leur point culminant, le mont Pietroșul (2 303 m).

## Lieux et monuments
- Monastère de Moisei (Mănăstirea Moisei), fondé en 1672 (ancienne église en bois du XVIIe siècle). Le monastère, orthodoxe de nos jours, est revendiqué par l'Église grecque-catholique roumaine.
- Monument aux victimes du massacre du 14 octobre 1944.
- Réserve naturelle des monts Rodna (Munții Rodnei).